# LIGO科学コラボレーション
LIGO科学コラボレーション（LOGOかがくコラボレーション、LSC: LIGO Scientific Collaboration）は、重力波探査に特化した国際的な物理学研究所と研究グループによる科学コラボレーション（共同研究）である。

## 歴史
LSCは、バリー・バリッシュの指導の下に1997年に設立された。その使命は、研究、出版物、その他の全ての科学的活動を編成し、個々の参加者および機関に対し同等の科学的機会を確保することである。ここでいう参加者には、LIGO研究所と共同研究機関の両方の科学者を含む。バリッシュはレイナー・ワイスを初代のスポークスマンに任命した。
LSCのメンバーは、ワシントン州ハンフォードとルイジアナ州リビングストンにあるのAdvanced LIGO検出器、およびドイツ・ザルスタットにあるGEO600検出器にアクセスすることができる。ヨーロッパ重力観測所(EGO)との合意により、LSCのメンバーはイタリア・ピサにあるVirgo干渉計のデータにアクセスすることもできる。LSCとVirgoコラボレーションは別の組織だが、彼らは密接に協力しており、まとめて"LVC"と呼ばれる。
現在のLSCスポークパーソンはマサチューセッツ工科大学のデビッド・シューメーカー、事務局長はフロリダ大学のデビッド・ライツェである。
2016年2月11日、LIGOとVirgoコラボレーションは、2015年9月14日に初の直接重力波観測に成功したと発表した。
2016年、バリッシュは「LIGOとLIGO-Virgoの科学コラボレーションの形成に貢献し、初の重力波の検出に至った技術的、科学的側面に対処する役割」に対してエンリコ・フェルミ賞が授与された。また2017年、バリッシュ、レイナー・ワイス、キップ・ソーンに対しノーベル物理学賞が授与された。彼らは、この賞はLSC全体に対するものであるとコメントした。

## コラボレーションのメンバー
LIGO科学コラボレーションの2015年11月現在のメンバーは以下の通りである。
| 研究機関                                           | 所在国         | 参加者 | Webサイト                                                                                     |
| -------------------------------------------------- | -------------- | ------ | --------------------------------------------------------------------------------------------- |
| アビリーン・クリスチャン大学                       | アメリカ合衆国 | 2      |                                                                                               |
| マックス・プランク重力物理学研究所（ハノーファー） | ドイツ         | 79     | Observational Relativity and Cosmology, Laser Interferometry and Gravitational Wave Astronomy |
| マックス・プランク重力物理学研究所（ゴルム）       | ドイツ         | 21     | Astrophysical and Cosmological Relativity                                                     |
| アメリカン大学                                     | アメリカ合衆国 | 4      |                                                                                               |
| アンドリュース大学                                 | アメリカ合衆国 | 6      | Andrew University LIGO                                                                        |
| オーストラリア国立大学                             | オーストラリア | 16     | Centre for Gravitational Physics                                                              |
| カリフォルニア工科大学                             | アメリカ合衆国 | 93     | LIGO Lab, Caltech LIGO Astrophysics                                                           |
| カリフォルニア州立大学フラトン校                   | アメリカ合衆国 | 15     | Gravitational Wave Physics and Astronomy Center                                               |
| カナダ理論天体物理学研究所                         | カナダ         | 4      | Gravitational waves                                                                           |
| カーディフ大学                                     | イギリス       | 25     | Gravity Exploration Institute                                                                 |
| カールトン・カレッジ                               | アメリカ合衆国 | 13     |                                                                                               |
| チャールズ・スタート大学                           | アメリカ合衆国 | 1      |                                                                                               |
| チェンナイ数学研究所                               | インド         | 1      |                                                                                               |
| ウィリアム・アンド・メアリー大学                   | アメリカ合衆国 | 3      |                                                                                               |
| コロンビア大学                                     | アメリカ合衆国 | 8      |                                                                                               |
| エンブリー・リドル航空大学                         | アメリカ合衆国 | 8      |                                                                                               |
| エトヴェシュ・ロラーンド大学                       | ハンガリー     | 9      | Eötvös Gravity Research Group                                                                 |
| ジョージア工科大学                                 | アメリカ合衆国 | 20     | Center for Relativistic Astrophysics                                                          |
| ゴダード宇宙飛行センター                           | アメリカ合衆国 | 5      |                                                                                               |
| LIGOハンフォード観測所                             | アメリカ合衆国 | 38     | LIGO Hanford                                                                                  |
| 漢陽大学校                                         | 大韓民国       | 1      |                                                                                               |
| ホバート・アンド・ウィリアム・スミス大学           | アメリカ合衆国 | 4      |                                                                                               |
| IAP（ニジニ・ノヴゴロド）                          | ロシア         | 8      |                                                                                               |
| ICTP-SAIFR                                         | ブラジル       | 1      |                                                                                               |
| ICTS-TIFR                                          | インド         | 9      |                                                                                               |
| IISER-KOL                                          | インド         | 3      |                                                                                               |
| IISER-TVM                                          | インド         | 5      |                                                                                               |
| インド工科大学ガンディーナガル校                   | インド         | 3      |                                                                                               |
| IndIGO                                             | インド         | 59     | LIGO India                                                                                    |
| INPE                                               | ブラジル       | 6      |                                                                                               |
| IPR-Bhat                                           | インド         | 10     |                                                                                               |
| IUCAA                                              | インド         | 14     |                                                                                               |
| ケニオン大学                                       | アメリカ合衆国 | 3      |                                                                                               |
| キングス・カレッジ・ロンドン                       | イギリス       | 1      |                                                                                               |
| 韓国科学技術情報研究院                             | 大韓民国       | 4      |                                                                                               |
| ハノーファー大学                                   | ドイツ         | 8      |                                                                                               |
| LIGOリビングストン観測所                           | アメリカ合衆国 | 35     | LIGO Livingston                                                                               |
| ルイジアナ州立大学                                 | アメリカ合衆国 | 16     | Experimental & Theoretical General Relativity                                                 |
| マサチューセッツ工科大学                           | アメリカ合衆国 | 35     | MIT LIGO                                                                                      |
| モナシュ大学                                       | オーストラリア | 9      |                                                                                               |
| モンタナ州立大学                                   | アメリカ合衆国 | 3      | Gravitational Physics at MSU                                                                  |
| モントクレア州立大学                               | アメリカ合衆国 | 3      |                                                                                               |
| モスクワ大学                                       | ロシア         | 11     |                                                                                               |
| 国立数理科学研究所                                 | 大韓民国       | 4      |                                                                                               |
| 国立清華大学                                       | 中華民国       | 3      |                                                                                               |
| ノースウェスタン大学                               | アメリカ合衆国 | 16     | LIGO Scientific Collaboration                                                                 |
| ペンシルベニア州立大学                             | アメリカ合衆国 | 7      | Penn State LIGO group Institute for Gravitation and the Cosmos                                |
| 釜山大学校                                         | 大韓民国       | 3      |                                                                                               |
| ロチェスター工科大学                               | アメリカ合衆国 | 13     | Center for Computational Relativity and Gravitation                                           |
| RRCAT（インドール）                                | インド         | 9      |                                                                                               |
| ラザフォード・アップルトン・ラボラトリー           | イギリス       | 2      | STFC Advanced LIGO                                                                            |
| ソウル大学校                                       | 大韓民国       | 1      |                                                                                               |
| ソノマ州立大学                                     | アメリカ合衆国 | 5      |                                                                                               |
| サザン大学                                         | アメリカ合衆国 | 1      |                                                                                               |
| スタンフォード大学                                 | アメリカ合衆国 | 18     |                                                                                               |
| スウィンバーン工科大学                             | オーストラリア | 12     | ARC Centre of Excellence for Gravitational Wave Discovery                                     |
| シラキュース大学                                   | アメリカ合衆国 | 31     | Syracuse University Gravitational Wave Group                                                  |
| テキサス工科大学                                   | アメリカ合衆国 | 8      |                                                                                               |
| 香港中文大学                                       | 香港           | 12     |                                                                                               |
| メルボルン大学                                     | オーストラリア | 3      |                                                                                               |
| シェフィールド大学                                 | イギリス       | 5      |                                                                                               |
| タタ基礎研究所                                     | インド         | 5      |                                                                                               |
| トリニティ大学                                     | アメリカ合衆国 | 2      |                                                                                               |
| 清華大学                                           | 中華人民共和国 | 5      |                                                                                               |
| アラバマ大学ハンツビル校                           | アメリカ合衆国 | 2      |                                                                                               |
| アデレード大学                                     | オーストラリア | 4      | Optics and Photonics Group                                                                    |
| バーミンガム大学                                   | イギリス       | 29     | Gravitational Wave Group                                                                      |
| ブリュッセル自由大学(ULB)                          | ベルギー       | 2      |                                                                                               |
| ケンブリッジ大学                                   | イギリス       | 6      | Gravitational waves                                                                           |
| シカゴ大学                                         | アメリカ合衆国 | 4      |                                                                                               |
| フロリダ大学                                       | アメリカ合衆国 | 26     | LIGO at the University of Florida                                                             |
| グラスゴー大学                                     | イギリス       | 61     | Institute for Gravitational Research                                                          |
| ハンブルク大学                                     | ドイツ         | 6      |                                                                                               |
| メリーランド大学                                   | アメリカ合衆国 | 7      | Gravitation Experiment Group                                                                  |
| ミシガン大学                                       | アメリカ合衆国 | 10     | Michigan Gravitational Wave Group                                                             |
| ミネソタ大学                                       | アメリカ合衆国 | 5      | LIGO at Minnesota                                                                             |
| ミシシッピ大学                                     | アメリカ合衆国 | 10     | The LIGO Team at The University of Mississippi                                                |
| オレゴン大学                                       | アメリカ合衆国 | 10     |                                                                                               |
| サンニオ大学                                       | イタリア       | 10     |                                                                                               |
| サウサンプトン大学                                 | イギリス       | 2      |                                                                                               |
| ストラスクライド大学                               | イギリス       | 3      |                                                                                               |
| セゲド大学                                         | ハンガリー     | 3      |                                                                                               |
| テキサス大学リオグランデバリー校                   | アメリカ合衆国 | 22     | Center for Gravitational Wave Astronomy                                                       |
| 東京大学                                           | 日本           | 6      | 宇宙線研究所重力波グループ                                                                    |
| バレアレス諸島大学                                 | スペイン       | 9      | Relativity and Gravitation Group                                                              |
| ワシントン大学                                     | アメリカ合衆国 | 2      |                                                                                               |
| 西スコットランド大学                               | イギリス       | 4      |                                                                                               |
| 西オーストラリア大学                               | オーストラリア | 21     |                                                                                               |
| ウィスコンシン大学ミルウォーキー校                 | アメリカ合衆国 | 27     | LIGO Scientific Collaboration Research Group                                                  |
| 南カリフォルニア大学情報科学研究所                 | アメリカ合衆国 | 3      |                                                                                               |
| ワシントン州立大学                                 | アメリカ合衆国 | 3      |                                                                                               |
| ウェストバージニア大学                             | アメリカ合衆国 | 4      |                                                                                               |
| ウィットマン大学                                   | アメリカ合衆国 | 3      |                                                                                               |